# Frédéric Affo
Frédéric Assogba Affo est un homme politique et ancien ministre béninois.

## Biographie
Frédéric Affo est né en 1943 à Ouèdèmè (Collines)et décédé le 03 mai 2011.

## Vie politique
Frédéric Affo a été un des leaders politiques inspirants du Bénin par son leadership basé sur la transparence, la justice sociale et la recherche du bien du peuple avant tout. Quelques années plus tard, il rejoint le comité central du Parti de la Révolution Populaire du Bénin. Après avoir été nommé ministre des affaires étrangères , il a été nommé Ambassadeur Extraordinaire et Plénipotentiaire de la République Populaire du Bénin auprès de la République de Cuba, à la Havane en 1983. Après avoir présidé son équipe de football locale, les Atlantic Sharks, Frédéric Affo devient le président de la Ligue de football de l'Atlantique. Il dirige ensuite la Fédération béninoise de football de 1975 -1977. Affo décède le 3 mai 2011 à Cotonou,.